# Dendrophorbium multinerve
Dendrophorbium multinerve là một loài thực vật có hoa trong họ Cúc. Loài này được (Sch.Bip. ex Klatt) C.Jeffrey mô tả khoa học đầu tiên năm 1992.